# Tahāra
Tahāra (arabisch طهارة, DMG ṭahāra) bedeutet im Islam das Konzept der „rituellen Reinheit“. Es ist grammatikalisch das Verbalnomen von طُهْر.
Die Bedeutung ist im Allgemeinen „Sauberkeit“ bzw. „Abwesenheit von Unreinheit“ (Nadschis). Der Begriff wird auch im Zusammenhang mit der Beschneidung des Mannes und in Ägypten und im Sudan zur Bezeichnung von Praktiken der Beschneidung weiblicher Genitalien verwendet. In Iran und den sprachlich vom Persischen beeinflussten Gebieten ist der Begriff zusätzlich Synonym für die rituelle Waschung des Wudū'.
Die vielen Überlieferungen nach dem Propheten Mohammed, die langen Kapitel in den Werken in der islamischen Jurisprudenz und die mannigfaltigen Kontroversen unter den Rechtsgelehrten bis in die feinsten Details unterstreichen die Wichtigkeit des Themas „Reinheit“ im Islam.
Tahāra kann aus Sicht des Islams mit reinem Wasser erreicht werden, d. h., seine Farbe, sein Geruch und sein Geschmack sind unverändert.
Man unterscheidet grundsätzlich zwischen zwei Formen der Reinheit:
Materielle Reinheit
Dies bezieht sich auf Gegenstände, die vermieden bzw. entfernt werden sollen, wie Schweinefleisch, Fäkalien, Blut, Kadaver usw., und die Art und Weise deren Entfernung.
Das Fortbestehen der materiellen Reinheit lässt sich anhand des Erhalts von Geschmack, Geruch und Farbe des betreffenden Objekts bestimmen.
Formale religiöse Reinheit
Sie betrifft allgemein die Vorbedingungen zur Ausführung der rituellen Taten und Pflichten. So kann man hier zwei Formen unterscheiden:
- Die „kleine Unreinheit“, die durch Stuhlgang, Urinieren, Abgang von Darmgasen, Schlaf usw. entsteht. Sie kann durch den Wudu’ beseitigt werden.
- Die „große Unreinheit“, die durch Menstruation, Wochenfluss, Geschlechtsverkehr usw. entsteht und mit dem Ghusl beseitigt wird.

Als Sonderform existiert das Tayammum, mit dem unter speziellen Bedingungen sowohl Ghusl als auch Wudu’ ersetzt werden können.
Bei der formalen religiösen Reinheit geht es im Gegensatz zur materiellen Reinheit nicht um Sauberkeit im Sinne der Hygiene, sondern vielmehr um rituelle Aspekte.
Eine weitere Besonderheit ist, dass für die formale religiöse Reinheit das Fassen einer Absicht obligatorisch ist, für die materielle Reinheit jedoch nicht. Die islamischen Rechtsschulen weichen in Teilaspekten der Tahāra teilweise deutlich voneinander ab.